# Ernő Csiki

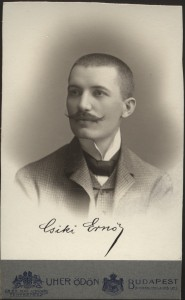
Ernő Csiki

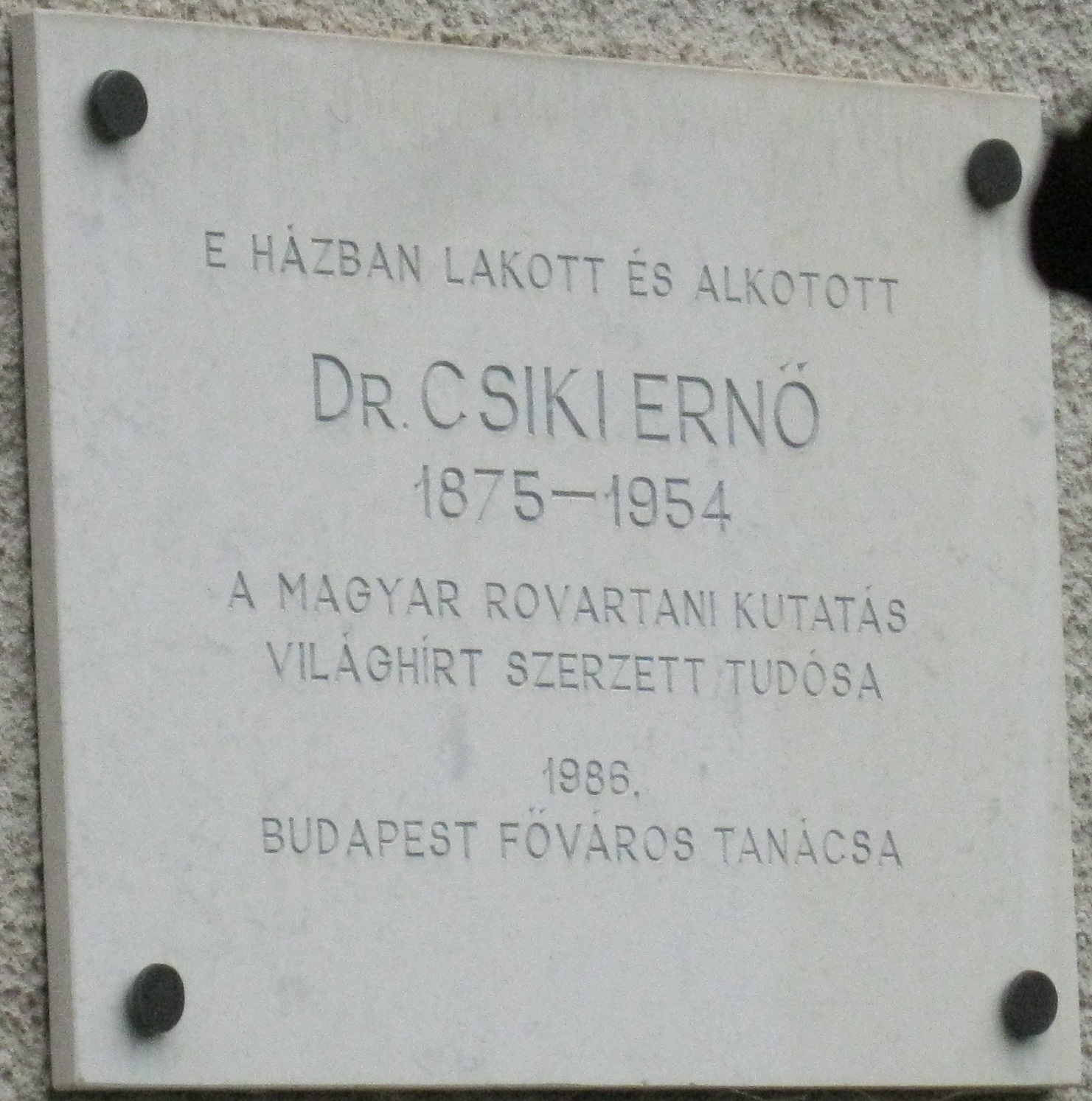
Tablica pamiątkowa w Budapeszcie, pod adresem Bogár utca 3

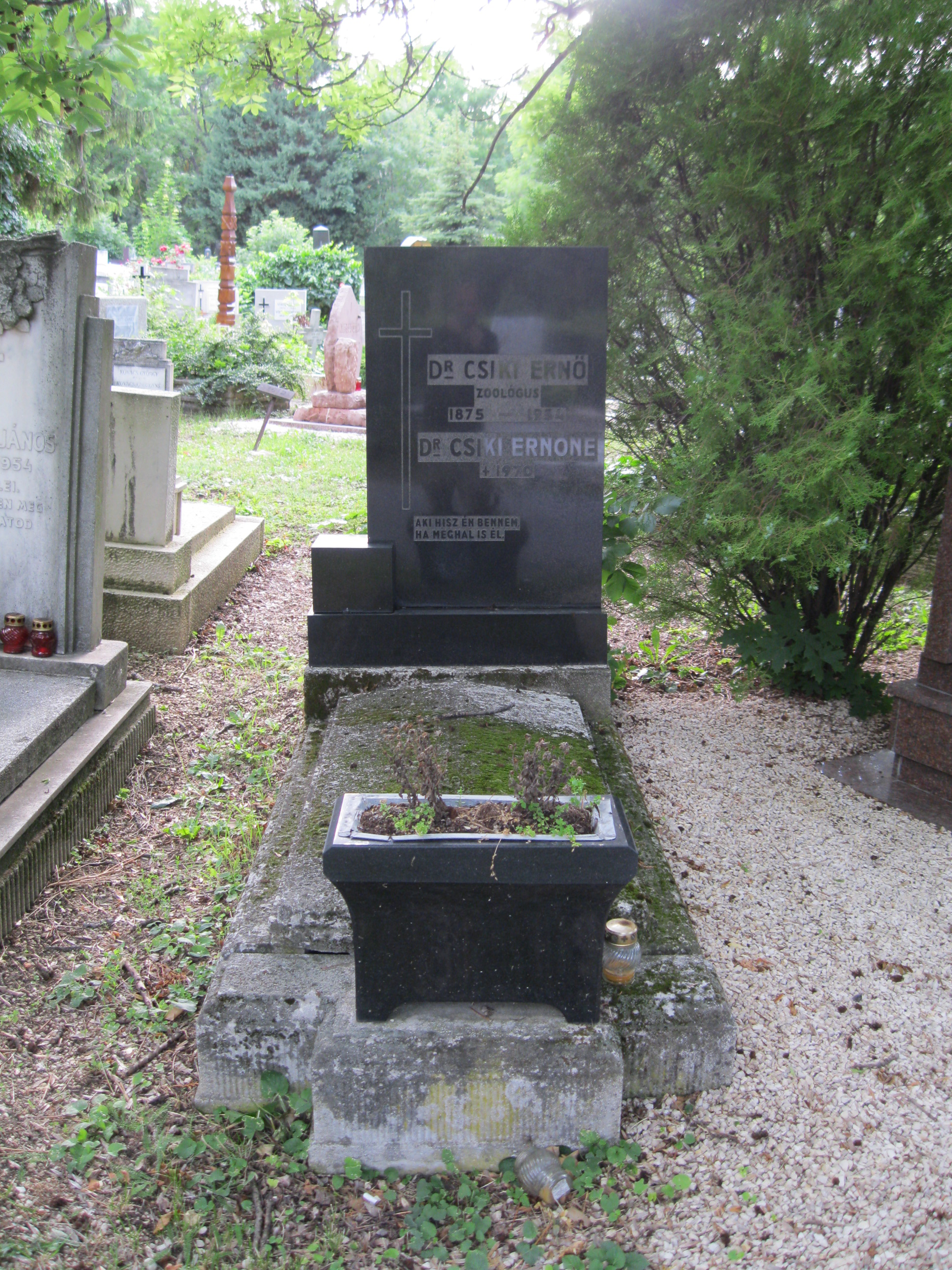
Grób Ernő Csikiego na budapeszteńskim cmentarzu Farkasréti

Ernő Csiki (ur. jako Ernst Dietl 22 października 1875 w Zsilyvajdejvulkán, zm. 7 lipca 1954 w Budapeszcie) – węgierski entomolog-koleopterolog, lekarz weterynarii, historyk entomologii, redaktor czasopisma „Rovartani lapok”. Od 1897 do 1932 był kustoszem Węgierskiego Muzeum Historii Naturalnej (Magyar Természettudományi Múzeum). 
W 1897 ukończył Szkołę Weterynarii w Budapeszcie. W 1898 roku zmienił nazwisko na "Csiki". Opisał około 400 nowych gatunków chrząszczy i opublikował 451 prac liczących razem ponad 9000 stron; głównym obszarem jego zainteresowań były biegaczowate. W 1953 roku otrzymał tytuł doktora nauk przyrodniczych. W dzielnicy Budapesztu w której mieszkał nazwano jedną z ulic „Chrząszczową” (Bogár utca).

## Wybrane prace
- Adatok a magyar Coleoptera-faunához. Rovartani Lapok 5, 6, ss. 115-118 (1898)
- Hazánk Orsodacne-féléi. Rovartani Lapok 6, ss. 92-95 (1899)
- Die Endomychiden-Gattung Milichius Gerst. 3 pp (1900)
- Coleopteren. W: Zichy E. Zoologische Ergebnisse der dritten Asiatischen Forschungsreise. II. Budapest-Leipzig, 120 ss. (1901)
- Coleopterologiai jegyzetek. Rovartani Lapok 8, 4, ss. 99-103 (1901)
- Molusca. W: Fauna Regni Hungariae II, Budapest, 44 ss. (1902)
- Ad cognitionem generis Corynomalus Gerst. (Coleoptera, Endomychidae). 11 pp (1902)
- Uebersicht der Arten der Endomychiden-Gattung Encymon Gerst. 11 pp (1902)
- Coleopterologiai jegyzetek. III. Közlemény. Rovartani Lapok 10: 125 - 127 (1903)
- Százlábuak és pókfélék a M. N. Muzeum gyüjteményében. Rovartani Lapok 10: p. 55 - 58 (1903)
- Psylliodes Wachsmanni, egy új levélbogár a magyar tengermellékről. Rovartani Lapok 10: p. 40 -42 (1903)
- Conspectus generum mycetainarum, Endomychidarum subfamiliae. 2 pp (1905)
- Újabb adatok Magyarorszag bogárfaunájához. Rovartani Lapok 11, 1: p. 4 - 8 (1905)
- Újabb adatok Magyarorszag bogárfaunájához. (7. pótjegyzék a faunákatalogushoz). Rovart. Lapok 12, 9: p. 177 - 179 (1905)
- Adatok Magyarorszag bogárfaunájához. Rovartani Lapok 18,4: p. 55 - 58 (1911)
- Adatok Magyarorszag bogárfaunájához. Rovartani Lapok 19, 2/3: p. 29 - 31 (1912)
- Adatok Magyarorszag bogárfaunájához. II. Rovartani Lapok 21, 1/3: p. 16 - 26 (1914)
- Mordellidae. Coleopterorum Catalogus 63, ss. 1-84 (1915)
- Carabidae: Harpalinae III. Coleopterorum Catalogus, ss. 104 (1929)
- Carabidae: Harpalinae IV. W: Junk W. & Schenkling S. (red.): Coleopterorum Catalogus. Pars 112. 209 ss. (1930)
- Carabidae: Harpalinae V. [w:] Coleopterorum Catalogus 115 (1931)
- Carabidae: Harpalinae VI. [w:] Junk W. & Schenkling S. (red.): Coleopterorum Catalogus. Pars 121. 209 pp (1932)
- Carabidae: Harpalinae VII. [w:] Junk W. & Schenkling S. (red.): Coleopterorum Catalogus, 124: ??? pp (1932)
- Curculionidae: Rhynchophorinae, Cossoninae. Coleopterorum Catalogus 149: 1 - 212 (1936)
- Neue Endomychiden. 2 pp (1937)
- Adatok Köszeg és vidéke bogárfaunájának ismeretéhez. [Beiträge zur Kenntnis der Käferfauna von Köszeg und Umgebung.] Part 1 from parts 1-2-3. 11 ss. (1941)
- Adatok Köszeg és vidéke bogárfaunájának ismeretéhez. [Beiträge zur Kenntnis der Käferfauna von Köszeg und Umgebung.] Part 2 from parts 1-2-3. 6 ss. (1941)
- Adatok Köszeg és vidéke bogárfaunájának ismeretéhez. [Beiträge zur Kenntnis der Käferfauna von Köszeg und Umgebung.] Part 3 from parts 1-2-3. 7 ss. (1941)
- Coleopterologische Notizen. Fragm. faun. hung., 4: p. 94 - 95 (1941)
- Addidamenta ad faunam Coleopterorum Hungariae. Fragm. faun. hung., 4: p. 54 - 57 (1941)
- Coleopteren von Alibotusch-Gebirge in Süd-Bulgarien. 5 ss. (1943)
- Coleopterologische Notizen II. Fragm. Faun. hung., 6: ss. 65-67 (1943)
- Die Käferfauna des Karpaten-Beckens. 1. Band: Allgemeiner Teil und Caraboidea. Mit 212 Textfiguren, 798 ss. (1946)
- Ueber neue und bekannte Coleopteren aus Ungarn und den angrenzenden Landem. Ann. hist.-nat. Mus. hung., n. ser., 3 (1952): ss. 115-135 (1953)